# Anne d'Oświęcim
Anne d'Oświęcim (?-19 septembre 1354), fille de Ladislas d'Oświęcim et de Euphrosyne de Mazovie, fut duchesse de d'Oświęcim et la seconde femme du notable Thomas Szécsényi.